# خورشیدگرفتگی ۹ مارس ۲۰۵۴
خورشیدگرفتگی ۹ مارس ۲۰۵۴ (به انگلیسی: Solar eclipse of March 9, 2054) یک خورشیدگرفتگی از نوع خورشیدگرفتگی جزئی است. این خورشیدگرفتگی در تاریخ ۹ مارس ۲۰۵۴ میلادی (‎۱۹ اسفند ۱۴۳۲ خورشیدی) روی خواهد داد که زمان اوج آن، ساعت ۱۲:۳۳:۴۰ به‌وقت ساعت هماهنگ جهانی است.